# Dragan Tomić
Dragan Tomić, cyr. Драган Томић (ur. 9 grudnia 1935 w m. Gornja Bukovica, zm. 21 czerwca 2022) – serbski polityk i inżynier, w latach 1994–2001 przewodniczący Zgromadzenia Narodowego, od lipca do grudnia 1997 pełniący obowiązki prezydenta Serbii.

## Życiorys
Z wykształcenia inżynier, absolwent wydziału technologiczno-metalurgicznego Uniwersytetu w Belgradzie. W 1962 podjął pracę w fabryce opon „Rekord”, doszedł w niej do stanowiska dyrektora generalnego. Należał do Związku Komunistów Jugosławii. Działał we władzach dzielnicy Rakovica, był członkiem władz SSRNJ, masowej komunistycznej organizacji pracowniczej, kierował też jugosłowiańskim związkiem inżynierów i techników. Pełnił funkcję dyrektora generalnego Jugopetrolu oraz przewodniczącego rady dyrektorów stacji telewizyjnej RTV Politika. Dołączył do Socjalistycznej Partii Serbii. Pozostał czynnym politykiem również w latach 90. Zasiadł w serbskim Zgromadzeniu Narodowym, gdzie stanął na czele frakcji SPS. W lutym 1994 objął funkcję przewodniczącego parlamentu, którą pełnił do stycznia 2001. Od lipca do grudnia 1997 wykonywał czasowo obowiązki prezydenta Serbii.